# St. Andrews (Karolina Południowa)
St. Andrews – jednostka osadnicza w Stanach Zjednoczonych, w stanie Karolina Południowa, w hrabstwie Richland.